# Kurs na lewo
Kurs na lewo – polska telewizyjna komedia obyczajowa z 1986. W głównych rolach wystąpili Zbigniew Buczkowski, Ludwik Pak i Marek Siudym.

## O filmie
Jest to jedyny film fabularny wyreżyserowany przez aktora Pawła Unruga. Film jest adaptacją opowiadania Bogdana Madeja, pochodzącego ze zbioru Maść na szczury. Twórczość Madeja - w latach peerelowskiej propagandy sukcesu - w realistycznej, brutalnej formie ukazywała ludzi z marginesu społecznego, żyjących z dnia na dzień, parających się dorywczymi zajęciami i różnymi „przekrętami”.

## Fabuła
Trzej pracownicy tuczarni drobiu Kazik, Antek i Paweł otrzymują od swego dyrektora polecenie wyjazdu ciężarówką do Warszawy i nielegalnego rozwiezienia partii indyków ważnym osobistościom. W trakcie wykonywania zlecenia napotykają wiele trudności i stykają się z różnymi ludźmi. W końcu znużeni kłopotami i zniechęceni postanawiają urządzić sobie nad Wisłą nocny piknik.

## Obsada
- Zbigniew Buczkowski - kierowca Kazik
- Ludwik Pak - Antek
- Marek Siudym - Paweł
- Krzysztof Kowalewski - dyrektor
- Dorota Bierkowska - podwożona blondynka
- Józef Korzeniowski - Bolek, mężczyzna z trumną
- Alfred Freudenheim - urzędnik rozdzielający towar
- Włodzimierz Bednarski - portier
- Kazimiera Utrata - barmanka w przydrożnym lokalu chcąca kupić indyka
- Jan Prochyra - urzędnik na „zwolnieniu”
- Barbara Brylska - kobieta niezadowolona z indyka, matka Sylwii
- Agnieszka Paszkowska - Sylwia
- Eugeniusz Priwieziencew - Mikołaj
- Jolanta Skubniewska - gosposia w domu matki Sylwii
- Maria Pakulnis - samotna kobieta
- Marek Frąckowiak - milicjant
- Czesław Wojtała